# Blackend-Nunatak
Der Blackend-Nunatak (von englisch blackend ‚schwarzes Ende‘) ist ein markanter und 2553 m hoher Nunatak am Ostrand des Australischen Antarktisterritoriums. Mit seinen unverschneiten schwarzen Kliffs insbesondere an seiner Südflanke ragt er am oberen Ende des Südarms des Darwin-Gletschers im Transantarktischen Gebirge auf.
Die Mannschaft zur Erkundung des Darwin-Gletschers bei der Commonwealth Trans-Antarctic Expedition (1955–1958) kartierte ihn und benannte ihn deskriptiv. Seit 1960 ist er in der Liste des Antarctic Names Committee of Australia enthalten.